# Monica Ursina Jäger
Monica Ursina Jäger (* 6. Mai 1974 in Thalwil) ist eine Schweizer Künstlerin.
Jäger hat bis 2008 am Goldsmith College in London studiert. 2007 erhielt sie den Swiss Art Award und hatte 2008 eine Einzelausstellung im Kunstmuseum Thun.

## Werk
Monica Ursina Jäger arbeitet vorrangig mit grossformatigen Tuschezeichnungen. Ihre leicht surrealen Bilder zeigen abstrahierte Veduten voller Geheimnisse; futuristische Landschaften, die weder ‚natürlich’ noch ‚künstlich’ sind. Ihre Zeichnungen werden durch Skulpturen und gravierte Bildröhren ergänzt. Bei ihren Werken geht die Künstlerin von den heutigen Bedingungen und Begebenheiten unserer natürlichen und gebauten Umgebung aus.

## Ausstellungen
- 2022 Liquid Time, Museum zu Allerheiligen, Schaffhausen
- 2019 Shifting Topographies, Museum Franz Gertsch, Burgdorf
- 2009 Outlands, Galerie Rupert Pfab, Düsseldorf
- 2008  Projektraum enter, Kunstmuseum Thun
- 2007  After Nature, Galerie Habres+Partner, Wien AT
- 2007 Out of the Woods, Galerie Visual Drugs, Zürich
- 2005  Monica Ursina Jäger, Galerie Rigassi, Bern
- 2004  Quality Works, Galerie Visual Drugs, Zürich
- 2004 Where the wild roses grow, Artothek, Zürich

## Stipendien
- 2010  IBK Art Award/Förderpreis 'Drawing'
- 2008  Werkbeitrag Kanton Graubünden_CH
- 2007  Swiss Art Award
- 2006  Kunsthalle Basel, Patronagefonds für junge Künstler
- 2005  Atelierstipendium Cité Internationale des Arts, Paris